# Simon Ndungu
Simon Ndungu – kenijski piłkarz grający na pozycji napastnika. W swojej karierze rozegrał 4 mecze i strzelił 1 gola w reprezentacji Kenii.

## Kariera klubowa
W swojej karierze piłkarskiej Ndungu grał w klubie Kisumu Posta.

## Kariera reprezentacyjna
W reprezentacji Kenii Ndungu zadebiutował 28 listopada 1991 roku w wygranym 1:0 meczu Pucharu CECAFA 1991, rozegranym w Mbale. W 1992 roku powołano go do kadry na Puchar Narodów Afryki 1992. Wystąpił na nim dwukrotnie, w grupowych meczach z Nigerią (1:2) i z Senegalem (0:3). Od 1991 do 1992 wystąpił w kadrze narodowej 4 razy i strzelił 1 gola.